# Los Naranjos, Jalisco
Los Naranjos är en ort i Mexiko.   Den ligger i kommunen Tequila och delstaten Jalisco, i den centrala delen av landet, 500 km väster om huvudstaden Mexico City. Los Naranjos ligger 871 meter över havet och antalet invånare är 123.
Terrängen runt Los Naranjos är kuperad åt sydväst, men åt nordost är den bergig. Los Naranjos ligger nere i en dal. Runt Los Naranjos är det ganska tätbefolkat, med 83 invånare per kvadratkilometer. Närmaste större samhälle är Tequila, 6,6 km sydväst om Los Naranjos. I omgivningarna runt Los Naranjos växer huvudsakligen savannskog.